# Hechos y dichos memorables
Los Hechos y dichos memorables, cuyo título original es Factorum ac dictorum memorabilium son la compilación más antigua de exemplos que ha llegado a nuestros días, escritos hacia el 30 o 31 d. C. Es una traducción de la obra de Publio Valerio Máximo, con el principal repertorio de exemplos que la Antigüedad lega a la Edad Media. Se trata de una recopilación de relatos breves, curiosos o morales.
Estos relatos fueron traducidos por primera vez al catalán por Antoni Canals en 1395. Entre 1416 y 1427, Juan Alfonso de Zamora, secretario de Juan II de Castilla, llevó a cabo otra traducción tomando como base la primera.